# جیمز فریزر
جیمز جورج فریزر (به انگلیسی: James George Frazar) (زادهٔ ۱۸۵۴ گلاسگو ـ درگذشتهٔ ۱۹۴۱ کمبریج، انگلستان) منتقد اسطوره‌گرای انگلیسی بود.

## زندگی
فریزر در انگلیس زاده شد. در دانشگاه کمبریج به همراه دیگر همکاران خود به تحقیق در انسان‌شناسی مدرن پرداخت. حاصل این تحقیقات که مبنایی اسطوره‌شناسی داشت، کتاب مهم «شاخه زرین» است که در سال ۱۸۹۰ میلادی منتشر شد. وی در این کتاب که پژوهشی است پیرامون جادو و دین، به مسائلی نظیر خرافه‌گرایی، مذاهب ابتدایی و مناسک بشر در دوران گذشته می‌پردازد. این کتاب بر بسیاری از نویسندگان بعد از فریزر، نظیر جیمز جویس، توماس مان و تی اس الیوت تأثیرگذار بوده‌است.

## تحصیلات
وی در‌ دانشگاه محلی و در ترینیتی کالج کمبریج تحصیل کرد و از 1879م، در همان جا به تدریس پرداخت. او در آغاز به فلسفه‌ رو‌ کرد‌ و در اواسط دهه 1880 یک پروژه مستمر پژوهش را درباره تاریخ ابتدایی‌ بشر‌ و ارتباط فرهنگ‌های باستان وفرهنگ‌های معاصر دنیای غربی در پیش گرفت. ملاحظات تطبیقی حاصل از این مطالعات به‌ نگارش‌ و انتشار‌ «توتمیسم»1887انجامید که به دنبال آن اثر چند جلدی، «شاخه زرین» 1890‌ انتشار‌ یافت‌ و بلافاصله کلاسیک شد‏. شاخه زرین، 114 سال پس از نخستین انتشارش، در ایران به فارسی ترجمه و منتشر‌ شد و جالب اینکه این‌ اثر‌ حجیم و تخصصی یک سال پس از انتشارش در ایران، به چاپ دوم رسید. اصل کتاب سیزده جلد است،
او به‌خاطر‌ پایان‌نامه‌اش‌ به‌ عضویت‌ ممتاز ترینیتی برگزیده شد و این عضویت سه‌ بار در سال‌های 1885 و 1890 و 1895 تمدید شد. رساله پایان‌نامه او با عنوان «توسعه نظریه‌ مثل‌ افلاطونی»‌ خیلی دیر، در سال 1930 منتشر شد.

## مرگ
فریزر در سال 1930 نابینا شد و در 7 می 1941م، در کمبریج درگذشت.

## آثار
- شاخه زرین
- توتمیسم و برون‌همسری
- ترجمه و تفسیر «توصیف یونان»، اثر پوزانیاس
- دانش عوام در عهد عتیق
- رشد نظریه مثل افلاطونی
- اعتقاد به فناناپذیری و پرستش مردگان
- انسان، خدا، جاودانگی
- منشأ اسطوره‌های آتش
- ترس از مردگان در دین ابتدایی[۸]